# Škoda 125
Škoda 125 (Laurin & Klement - Škoda 125) — чешский лёгкий грузовой автомобиль, выпускавшийся компанией Škoda Auto с 1927 по 1929 год. Главным образом использовался как шасси для коммерческих фургонов и автобусов.

## История
Автомобиль был разработан до слияния компании Laurin & Klement и акционерного общества Škoda Auto в 1925 году. Дизайном он практически не отличался от выпускавшегося ранее автомобиля Laurin & Klement 115, но был оснащён более мощным двигателем от Laurin & Klement 120.
Экономический бум в середине 1920-х годов увеличил спрос на лёгкие коммерческие грузовые автомобили. Это отразилось на относительно высоком производстве - было произведено 1650 автомобилей этой модели.
Небольшие автобусы Škoda 125 N (с низкой рамой) рассчитанные на 10 посадочных мест использовались в качестве маршруток или гостиничных автобусов. Они выпускались в период с 1927 по 1931 год.